# St. Laurentius (Enkhausen)

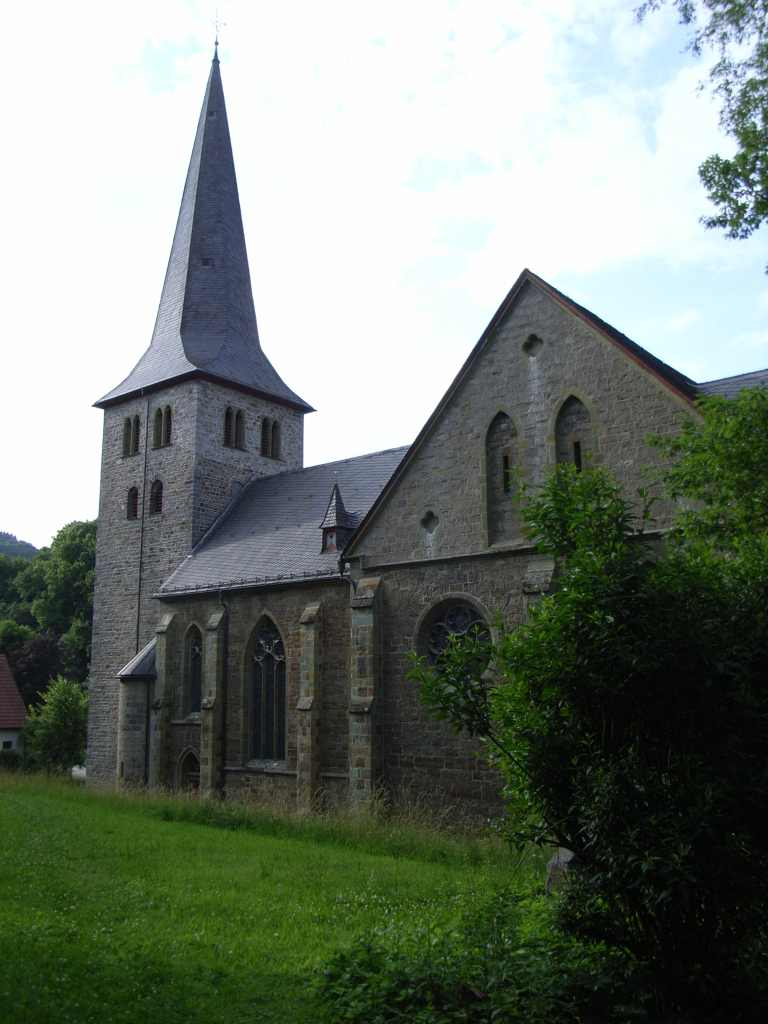
Pfarrkirche St. Laurentius

Die katholische Pfarrkirche St. Laurentius ist ein denkmalgeschütztes Kirchengebäude in Enkhausen, einem Ortsteil von Sundern, im Hochsauerlandkreis (Nordrhein-Westfalen). Ihr Patron ist der Diakon und Märtyrer Laurentius von Rom. 

## Geschichte und Architektur
Der neugotische Quaderbau besteht aus einem dreijochigen Saal, zwei östlichen Hallenjochen und der 5/8 Apsis, die so breit wie das Mittelschiff ist. Sie wurde von 1895 bis 1896 von Arnold Güldenpfennig errichtet. Dabei wurde der um ein Geschoss und einen hohen Spitzhelm aufgestockte, romanische Westturm aus Bruchstein mit einbezogen. Der Neubau wurde aus unterschiedlichen Steinmaterialien gemauert. Die Wände sind durch Maßwerkfenster gegliedert, die Hallenjoche sind querhausartig übergiebelt. Im Innenraum ruhen Rippengewölbe auf Rundpfeilern und dreiviertelrunden Wandvorlagen. Die geschlossene neugotische Ausmalung ist außergewöhnlich.

## Ausstattung
- Die Altäre, die Kanzel, das Gestühl und die auf Konsolen stehenden Heiligenfiguren stammen ebenso, wie die Kreuzwegreliefs aus der Bauzeit der Kirche.
- Die auf der Westempore stehende Orgel wurde 1868 von August Randebrock aufgebaut.
- Der Taufstein in Pokalform ist wohl vom 15. oder 16. Jahrhundert.
- Vier Bronzeglocken: fis' (1435), gis' (Glockengießerei Mark/Brockscheid 1992), a' (1680), d'' (1631).